# Джеймс Абднор
Елліс Джеймс Абднор (англ. Ellis James Abdnor; нар. 13 лютого 1923, Кеннебек, Південна Дакота — пом. 16 травня 2012, Су-Фолс, Південна Дакота) — американський політик-республіканець, представляв штат Південна Дакота в обох палатах Конгресу США. Адміністратор Адміністрації малого бізнесу США з 1987 по 1989.

## Життєпис
Служив в армії США з 1942 по 1943 рік.
У 1945 році закінчив Університет Небраски-Лінкольна.
Потім він працював фермером і вчителем у Південній Дакоті. Входив до Сенату штату з 1956 по 1968, був віце-губернатором Південної Дакоти з 1969 по 1971, членом Палати представників США з 1973 по 1981 і членом Сенату США з 1981 по 1987 роки. Він програв сенатські вибори у 1986 демократу Тому Дешлу. 
Абднор мав консервативні політичні погляди (протидіяв абортам та підтримував дерегулювання цін на нафту).

## Походження
Батько Абднора іммігрував до Південної Дакоти з долини Бекаа в Лівані. Його батько змінив прізвище з Абделнур на Абднор, коли він приїхав до Америки з Османської імперії у 1899 році.